# 高孟偉
高孟偉（1996年9月13日—）是臺灣男子籃球運動員，場上主打控球後衛位置。高孟偉因為母親喜歡觀看SBL超級籃球聯賽才接觸了籃球，父親在高孟偉國小六年級就因病辭世，從溪湖國中畢業後攜手杜思汗一起進入新榮高中，但高一時沒有擠進12人參賽名單，高二才首次登上HBL高中籃球聯賽舞臺，高中畢業後曾到國立高雄師範大學練球一個月，之後選擇就讀國立臺中科技大學，2019年休學服兵役，2021年自國立臺中科技大學畢業，同年9月加盟T1聯盟臺中太陽。2023年10月16日，臺中太陽宣布解散。